# Iluppaiyurani
Iluppaiyurani es una ciudad censal situada en el distrito de Thoothukudi en el estado de Tamil Nadu (India). Su población es de 18032 habitantes (2011). Se encuentra a 65 km de Thoothukudi y a 59 km de Tirunelveli.

## Demografía
Según el censo de 2011 la población de Iluppaiyurani era de 18032 habitantes, de los cuales 8965 eran hombres y 9067 eran mujeres. Iluppaiyurani tiene una tasa media de alfabetización del 82,28%, superior a la media estatal del 80,09%: la alfabetización masculina es del 88,65%, y la alfabetización femenina del 76,01%.